# Conseiller juridique de la Maison-Blanche

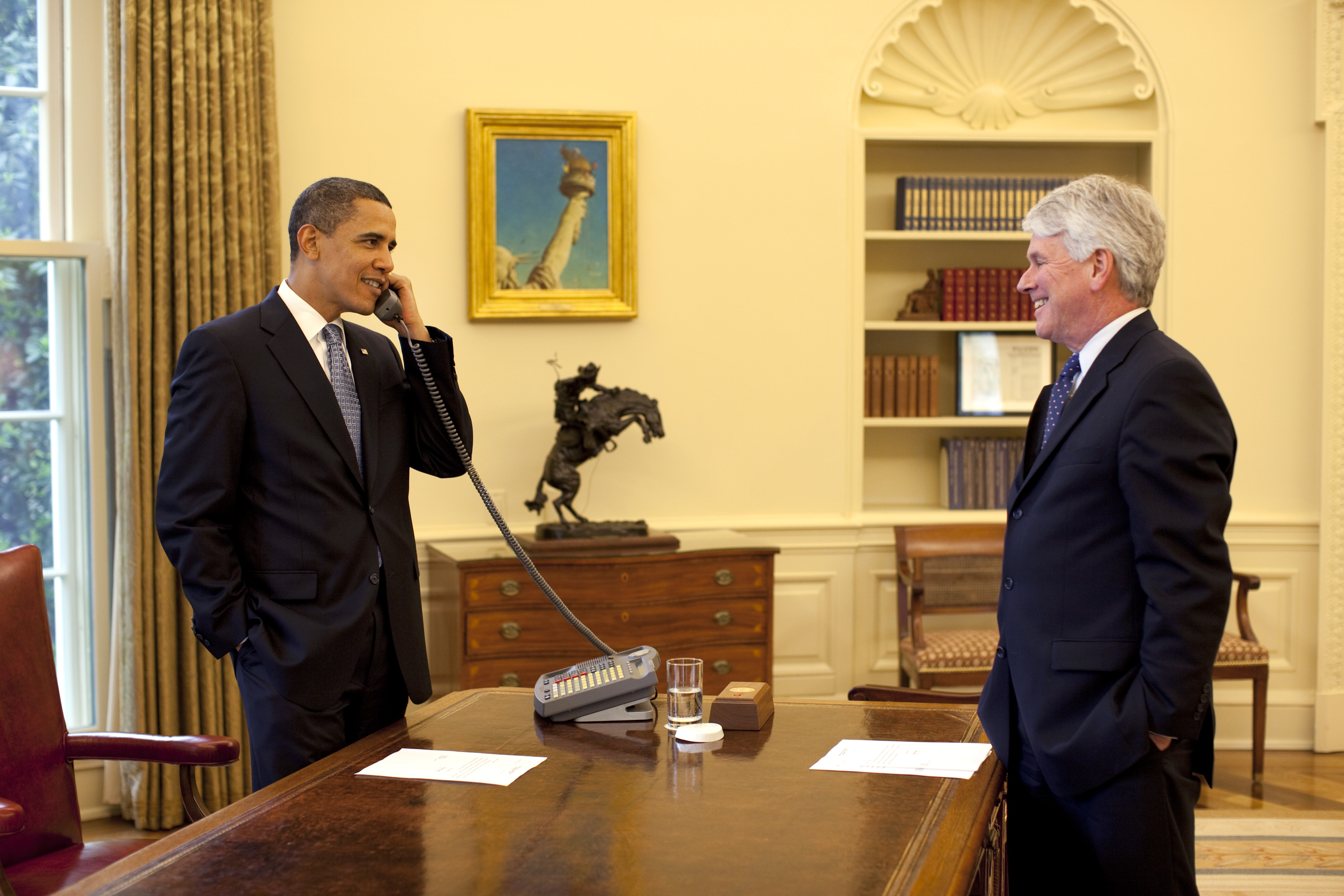
Greg Craig, lorsqu'il était conseiller juridique de la Maison-Blanche, avec Barack Obama lors d'une discussion téléphonique avec un juge de la Cour suprême (David Souter) qui prenait sa retraite.

Le conseiller juridique de la Maison-Blanche (en anglais the White House Counsel) est la personne chargée de conseiller le président des États-Unis pour tous les aspects juridiques concernant le président ou la Maison-Blanche. 
L'actuel conseiller est Dana Remus depuis le 20 janvier 2021.

## Responsabilités
Le bureau du conseiller juridique (Office of General Counsel) du président a été créé en 1943. Il est chargé de fournir des conseils sur les aspects juridiques des questions politiques ou des emplois du véto par le président. Le bureau conseille également sur les questions d’éthique ou les conflits d’intérêts en cours de mandat ou après la cessation des fonctions. Le bureau contribue à définir la frontière entre les activités officielles du président et celles qui relèvent de l’engagement partisan. Le bureau surveille les nominations aux hauts emplois publics et judiciaires, traite les demandes de grâce, passe en revue la législation et les déclarations présidentielles. Enfin, le bureau du conseiller juridique de la Maison-Blanche s’occupe des actions judiciaires contre le président, dans son rôle de président, et sert de contact avec le département de la Justice.

## Limitations
Bien que le conseiller de la Maison-Blanche fournisse des conseils juridiques au président, il le fait dans le cadre des fonctions officielles du président et n'est pas son avocat personnel. Une controverse a vu le jour sur le périmètre du privilège client-avocat (le privilège dans la loi américaine protège la stricte confidentialité de tous les échanges entre un client et son avocat) entre le conseiller et le président. Il est clair cependant que ce privilège ne s'applique pas aux affaires personnelles du président, y compris la procédure d'impeachment ; pour de telles situations, le président doit s'appuyer sur un avocat personnel pour obtenir des conseils légaux et confidentiels.

## Liste des conseillers de la Maison-Blanche
| Période   | Nom                    |
| --------- | ---------------------- |
| 1943-1946 | Samuel Irving Rosenman |
| 1946-1950 | Clark M. Clifford      |
| 1951-1953 | Charles S. Murphy (en) |
| 1953      | Thomas E. Stephens     |
| 1953-1955 | Bernard M. Shanley     |
| 1955-1958 | Gerald D. Morgan       |
| 1958-1961 | David W. Kendall       |
| 1961-1964 | Theodore Sorensen      |
| 1964-1965 | Myer Feldman           |
| 1965-1966 | Lee White              |
| 1966      | Milton Serner          |
| 1966-1967 | Harry McPherson        |
| 1967-1969 | Larry Eugene Temple    |
| 1969      | John Ehrlichman        |
| 1969-1970 | Charles Colson         |
| 1970-1973 | John Dean              |
| 1973-1974 | Leonard Garment        |
| 1974-1975 | William Casselman II   |
| 1975-1977 | Phillip W. Buchen      |
| 1977-1979 | Robert Lipshutz        |
| 1979-1981 | Lloyd Cutler           |
| 1981-1986 | Fred F. Fielding       |
| 1986-1987 | Peter J. Wallison      |
| 1987-1989 | Arthur Culvahouse      |
| 1989-1993 | C. Boyden Gray         |
| 1993-1994 | Bernard W. Nussbaum    |
| 1994      | Lloyd Cutler           |
| 1994-1995 | Abner J. Mikva         |
| 1995-1996 | Jack Quinn             |
| 1996-1998 | Lanny Davis            |
| 1998-1999 | Charles F.C. Ruff      |
| 1999-2001 | Beth Nolan             |
| 2001-2005 | Alberto Gonzales       |
| 2005-2007 | Harriet Miers          |
| 2007-2009 | Fred F. Fielding       |
| 2009-2010 | Greg Craig             |
| 2010-2011 | Robert Bauer           |
| 2011-2014 | Kathryn Ruemmler       |
| 2014-2017 | W. Neil Eggleston      |
| 2017-2018 | Don McGahn             |
| 2018-2021 | Pat Cipollone          |
| 2021-2025 | Dana Remus             |

## Source
- (en) Cet article est partiellement ou en totalité issu de l’article de Wikipédia en anglais intitulé « White House Counsel » (voir la liste des auteurs).